# Nabil Koalasse
Nabil Koalasse, né le 16 octobre 1986 à Taroudant, est un footballeur marocain qui joue actuellement en tant qu'attaquant avec l'Olympique Dcheira.